# Opus 12
Az Opus 12 (kínaiul: 十二新作, Si er hszin cuo (Shí èr xīn zuò), „Tizenkét új mű”) Jay Chou tizenkettedik nagylemeze, mely 2012. december 28-án jelent meg. Az album tizenkét dalt tartalmaz, ebből négyhez készült videóklip, mind a négyet az album megjelenése előtt közzétették. Az album normál, Deluxe Package és USB-verziókban kapható. Az albumból az első héten 200 000 darab fogyott.

## Dallista
Az összes szám szerzője Jay Chou.
| 1.  | 四季列車 (Szi csi lie csö (Sì Jì Liè Chē) Train Of The Four Seasons)                                                          |              | 02:40 |
| 2.  | 手語 (Sou jü (Shǒu Yǔ) Sign Language)                                                                                         | Vincent Fang | 04:48 |
| 3.  | 公公偏頭痛 (Kung kung pien tou tung (Gōng Gōng Piān Tóu Tòng) Dizzy Eunuch)                                                   | Vincent Fang | 03:03 |
| 4.  | 明明就 (Ming ming csiu (Míng Míng Jiù) Obviously)                                                                             | Vincent Fang | 04:18 |
| 5.  | 傻笑 (Sa hsziao (Shǎ Xiào) Giggle; feat. Cindy Yen)                                                                           |              | 04:50 |
| 6.  | 比較大的大提琴 (Pi csiao ta tö ta ti csin (Bǐ Jiào Dà de Dà Tí Qín) Relatively Larger Cello; feat. Lara Veronin és Gary Yang) | Vincent Fang | 04:12 |
| 7.  | 愛你沒差 (Aj ni mej csa (Ài Nǐ Méi Chà) No Difference In Loving You)                                                          |              | 04:41 |
| 8.  | 紅塵客棧 (Hung csen ko csan (Hóng Chén Kè Zhàn) Red Dust Inn)                                                                 | Vincent Fang | 04:35 |
| 9.  | 夢想啟動 (Meng hsziang csi tung (Mèng Xiǎng Qǐ Dòng) Dream Initiated)                                                         |              | 03:25 |
| 10. | 大笨鐘 (Ta pen csung (Dà Bèn Zhōng) Big Ben)                                                                                  | Jay Chou     | 04:02 |
| 11. | 哪裡都是你 (Na li tou si ni (Nǎ Lǐ Dōu Shì Nǐ) You Are Everywhere)                                                            |              | 04:39 |
| 12. | 烏克麗麗 (Vu ko li li (Wū Kè Lì Lì) Ukulele)                                                                                  |              | 02:55 |

| 1. | 紅塵客棧 (Hung csen ko csan (Hóng Chén Kè Zhàn) Red Dust Inn)               | 04:36 |
| 2. | 公公偏頭痛 (Kung kung pien tou tung (Gōng Gōng Piān Tóu Tòng) Dizzy Eunuch) |       |
| 3. | 大笨鐘 (Ta pen csung (Dà Bèn Zhōng) Big Ben)                                |       |